# Michele Pertusi
Michele Pertusi (* 12. Januar 1965 in Parma) ist ein italienischer Opern- und Konzertsänger in der Stimmlage Bass.

## Leben

### Ausbildung
Pertusi studierte am Conservatorio Arrigo Boito in Parma bei Mauro Uberti und machte sein Diplom in Gesang und Klavier. Weiteren Unterricht nahm er bei Arrigo Pola, Carlo Bergonzi und Rodolfo Celletti.

### Karriere
1984, im Alter von 19 Jahren, debütierte Pertusi in Pisa als Graf von Monterone in Rigoletto von Giuseppe Verdi unter der Leitung von Bruno Bartoletti sowie als Don Ruy Gómez de Silva in Verdis Ernani in Modena. Bereits in jungen Jahren hat er mit führenden Dirigenten wie Daniel Barenboim, Semyon Bychkov, Riccardo Chailly, Myung-Whun Chung, Colin Davis, Daniele Gatti, Carlo Maria Giulini, Wladimir Michailowitsch Jurowski, James Levine, Zubin Mehta, Sir Antonio Pappano, Riccardo Muti und Georg Solti zusammen gearbeitet und hatte Debüts an renommierten Opernhäusern wie dem Teatro Regio in Turin, dem Royal Opera House in London, der Wiener Staatsoper, der Opéra Bastille in Paris, dem Gran Teatre del Liceu in Barcelona, dem Teatro Real de Madrid, der Bayerischen Staatsoper in München, der Deutschen Oper Berlin, dem Brüsseler Opernhaus La Monnaie/De Munt, der Accademia Nazionale di Santa Cecilia in Rom und der Metropolitan Opera in New York City.
Seit 1998 sang er auch regelmäßig am Teatro alla Scala in Mailand, wo er in zahlreichen Produktionen auftrat, darunter in Le nozze di Figaro von Wolfgang Amadeus Mozart (als Conte d’Almaviva), in Mozarts Don Giovanni (in der Titelrolle), Nina, o sia la pazza per amore von Giovanni Paisiello (als Il conte) unter der Leitung von Riccardo Muti, Il turco in Italia von Gioachino Rossini (als Selim) und Rossinis La gazza ladra (als Gottardo) dirigiert von Riccardo Chailly und Verdis Don Carlos (als Filippo II) unter der Leitung von Myung-Whun Chung.
In Italien war Michele Pertusi regelmäßig auf dem Rossini Opera Festival in Pesaro zu hören, wo er mehrere Hauptrollen auf dieser Bühne gesungen hat, darunter 1997 den Mose in Moïse et Pharaon von Gioachino Rossini, dirigiert von Wladimir Michailowitsch Jurowski. Für seine Leistungen wurde er vom Festival mit dem Preis „Rossini d'Oro“ ausgezeichnet. Ebenso war er regelmäßig auf dem Festival di Torrechiara zu hören, wo er in den Jahren 1996, 1997, 1998, 2001 und 2003 aufgetreten ist.
1995 wurde Pertusi mit dem Premio Franco Abbiati der italienischen Musikkritik ausgezeichnet. Im Februar 2005 erhielt er einen Grammy Award für die beste Opernaufnahme in der Titelrolle von Verdis Falstaff, das er mit dem London Symphony Orchestra unter Sir Colin Davis eingespielt hatte. Seine Aufnahme von Il turco in Italia unter der Leitung von Riccardo Chailly für Decca wurde von der britischen Musikzeitschrift Gramophone mit einem Gramophone Award ausgezeichnet. Außerdem wurde er vom Präsidenten der Italienischen Republik mit einer Medaglie ai Benemeriti della cultura e dell’arte (Benmeritus-Goldmedaille) ausgezeichnet.
In der Opernsaison 2013/2014 war Pertusi unter anderem auf folgenden Bühnen zu hören: bei den Salzburger Festspielen (als Oroveso in Norma von Vincenzo Bellini), der Opéra Royal de Wallonie (als Attila in der gleichnamigen Oper von Giuseppe Verdi), dem Teatro Regio di Torino (als Jacopo Fiesco in Verdis Simon Boccanegra), der Opéra National de Paris (als Sir Giorgio in Vincenzo Bellinis I puritani), dem Gran Teatre del Liceu in Barcelona (als Il conte Rodolfo in Bellinis La sonnambula), der Metropolitan Opera (als Il conte Rodolfo in La sonnambula und als Sir Giorgio in I puritani) und der Mailänder Scala (als Don Alfonso in Mozarts Così fan tutte).
In der Opernsaison 2014/2015 gab er den Padre Guardiano in Verdis La forza del destino (am Teatro Regio di Parma), den Assur in Semiramide von Gioachino Rossini (an der Opéra de Lyon und dem Théâtre des Champs-Elysées in Paris), den Alidoro in Rossinis La Cenerentola (an der Wiener Staatsoper), den Giorgio Talbot in Maria Stuarda von Gaetano Donizetti (am Gran Teatre del Liceu in Barcelona), den Don Pasquale in Donizettis gleichnamiger Oper (am Palau de les Arts Reina Sofía in Valencia und der Wiener Staatsoper) und wieder den Oroveso bei den Salzburger Festspielen.
Während der Opernsaison 2015/2016 spielte er in L’elisir d’amore an der Mailänder Scala, in Rigoletto, Don Pasquale und La Cenerentola an der Wiener Staatsoper, in Zelmira an der Opéra de Lyon, in Maria Stuarda an der Opera d'Avignon, in Simon Boccanegra beim Hong Kong Arts Festival, I puritani am Opernhaus Zürich und Norma beim Savonlinna Opera Festival. Außerdem war er in dieser Saison in folgenden Vokalwerken zu hören: Stabat Mater von Rossini in Turin, Bergamo und Paris, Messa da Requiem von Verdi in Mailand und Paris, 9. Sinfonie von Ludwig van Beethoven am Teatro Comunale di Bologna und Messe Nr. 6 Es-Dur von Franz Schubert am Teatro San Carlo in Neapel.
Die Opernsaison 2016/2017 eröffnete Pertusi beim Festival Verdi 2016 im Teatro Regio di Parma in der Rolle von Philipp II. in Verdis Don Carlos. Später sang er Giuseppe Verdis Messa da Requiem mit dem London Symphony Orchestra in London und Barcelona, Bellinis Norma am Teatro Real de Madrid, Rossinis La Cenerentola und Donizettis Don Pasquale an der Wiener Staatsoper, Bellinis I puritani an der Oper Zürich, Verdis Ernani am Théâtre du Capitole, Donizettis L’elisir d’amore am Staatlichen Sacharia-Paliaschwili-Theater für Oper und Ballett in Tiflis und Verdis Don Carlos sowie Rossinis La gazza ladra an der Mailänder Scala.
Auf Schallplatte ist Michele Pertusi bei den Musiklabels Deutsche Grammophon, Philips, Erato, Sony, Decca, Mondo Musicale und Ricordi zu hören. Seine Aufnahme des Selim in Il turco in Italia von Gioachino Rossini spielte er mit dem Dirigenten Riccardo Chailly ein, mit dem er in der gleichen Arbeit bereits an der Mailänder Scala Erfolg hatte. In einer weiteren Hauptrolle, der Titelrolle in Rossinis Moïse et Pharaon, ist er auf einer CD aus einer Live-Performance zu hören, ebenso wie in der Titelrolle in Rossinis Maometto II, die von der Bühne in Pesaro stammt. Weitere Einspielungen sind: Gioachino Rossinis Petite Messe solennelle, Stabat Mater, Cantata in onore del Sommo Pontefice Pio Nono und La Cenerentola dirigiert von Riccardo Chailly, Don Giovanni und Così fan tutte von Wolfgang Amadeus Mozart dirigiert von Georg Solti, Mozarts Le nozze di Figaro unter Zubin Mehta, Rossinis Semiramide und Mozarts Don Giovanni dirigiert von Daniel Barenboim, La damnation de Faust von Hector Berlioz und Verdis Falstaff dirigiert von Colin Davis.
Im Fernsehen trat er 2012 in der Rolle des Mustafà in L'Italiana in Algeri von Gioachino Rossini auf, unter der Leitung von Paolo Olmi am Teatro Comunale di Bologna und ausgestrahlt von Rai 3 im Jahr 2013 und von Rai 5 in den Jahren 2014 und 2016.

## Theater (Auswahl)

### In Italien
- Fondazione Arena di Verona[7]
- Fondazione del Teatro del Maggio Musicale Fiorentino
- Fondazione Teatro Donizetti
- Teatro Carlo Felice in Genua
- Teatro Comunale in Bologna
- Teatro Comunale in Ferrara
- Teatro Filarmonico in Verona
- Teatro La Fenice in Venedig
- Teatro Lirico in Cagliari
- Teatro Massimo Bellini in Catania
- Teatro Massimo in Palermo
- Teatro Municipale in Piacenza
- Teatro dell’Opera in Rom
- Teatro Regio in Parma
- Teatro Regio in Turin
- Teatro San Carlo in Neapel
- Teatro alla Scala in Mailand

### Außerhalb Italiens
- ABAO Bilbao Opera
- Gran Teatre del Liceu in Barcelona
- Metropolitan Opera in New York City
- La Monnaie/De Munt in Brüssel
- Nationaltheater München
- New National Theatre Tokyo
- Opéra Bastille in Paris
- Opéra de Lyon
- Opéra de Monte-Carlo
- Opéra National de Paris
- Opéra Royal de Wallonie
- Palau des les Arts Reina Sofia in Valencia
- Royal Opera House in London
- Staatsoper Unter den Linden in Berlin
- Teatro Real in Madrid
- Wiener Staatsoper

## Repertoire (Auswahl)
Oper
| Komponist                   | Oper                                                                                      | Rolle                  |
| --------------------------- | ----------------------------------------------------------------------------------------- | ---------------------- |
| Vincenzo Bellini            | La sonnambula                                                                             | Graf Rodolfo           |
| Vincenzo Bellini            | Norma                                                                                     | Oroveso                |
| Vincenzo Bellini            | I puritani                                                                                | Sir Giorgio            |
| Hector Berlioz              | La damnation de Faust                                                                     | Méphistophélès         |
| Georges Bizet               | Carmen                                                                                    | Escamillo              |
| Francesco Cavalli           | La Calisto                                                                                | Giove                  |
| Gaetano Donizetti           | Anna Bolena                                                                               | Enrico VIII            |
| Gaetano Donizetti           | L’elisir d'amore                                                                          | Dulcamara              |
| Gaetano Donizetti           | Lucrezia Borgia                                                                           | Don Alfonso d’Este     |
| Gaetano Donizetti           | Lucia di Lammermoor                                                                       | Raimondo Bidebent      |
| Gaetano Donizetti           | Marin Faliero                                                                             | Marin Faliero          |
| Gaetano Donizetti           | Don Pasquale                                                                              | Don Pasquale           |
| Charles Gounod              | Faust                                                                                     | Méphistophélès         |
| Jules Massenet              | Esclarmonde                                                                               | Phorcas                |
| Jules Massenet              | Thaïs                                                                                     | Athanael               |
| Jules Massenet              | Don Quichotte                                                                             | Don Quichotte          |
| Wolfgang Amadeus Mozart     | Le nozze di Figaro                                                                        | Graf Almaviva          |
| Wolfgang Amadeus Mozart     | Le nozze di Figaro                                                                        | Figaro                 |
| Wolfgang Amadeus Mozart     | Don Giovanni                                                                              | Don Giovanni           |
| Wolfgang Amadeus Mozart     | Don Giovanni                                                                              | Leporello              |
| Wolfgang Amadeus Mozart     | Don Giovanni                                                                              | Masetto                |
| Wolfgang Amadeus Mozart     | Così fan tutte                                                                            | Don Alfonso            |
| Jacques Offenbach           | Hoffmanns Erzählungen                                                                     | Coppélius              |
| Jacques Offenbach           | Hoffmanns Erzählungen                                                                     | Dappertutto            |
| Jacques Offenbach           | Hoffmanns Erzählungen                                                                     | Lindorf                |
| Jacques Offenbach           | Hoffmanns Erzählungen                                                                     | Miracle                |
| Giovanni Paisiello          | Nina                                                                                      | Il Conte               |
| Giovanni Battista Pergolesi | Li prodigi della divina grazia nella conversione e morte di S. Guglielmo duca d’Aquitania | Il demonio             |
| Gioachino Rossini           | Guillaume Tell                                                                            | Guillaume Tell         |
| Gioachino Rossini           | Il barbiere di Siviglia                                                                   | Don Basilio            |
| Gioachino Rossini           | Il barbiere di Siviglia                                                                   | Fiorello               |
| Gioachino Rossini           | Il signor Bruschino                                                                       | Filiberto              |
| Gioachino Rossini           | Il Turco in Italia                                                                        | Selim                  |
| Gioachino Rossini           | Il viaggio a Reims                                                                        | Lord Sidney            |
| Gioachino Rossini           | La Cenerentola                                                                            | Alidoro                |
| Gioachino Rossini           | La gazza ladra                                                                            | Podestà Gottardo       |
| Gioachino Rossini           | La pietra del paragone                                                                    | Conte Asdrubale        |
| Gioachino Rossini           | La siége de Corinthe                                                                      | Mahomet II             |
| Gioachino Rossini           | Le Comte Ory                                                                              | Le Gouverneur          |
| Gioachino Rossini           | L’Italiana in Algeri                                                                      | Mustafà                |
| Gioachino Rossini           | Maometto II                                                                               | Maometto secondo       |
| Gioachino Rossini           | Moïse et Pharaon                                                                          | Moïse                  |
| Gioachino Rossini           | Mosè in Egitto                                                                            | Faraone                |
| Gioachino Rossini           | Semiramide                                                                                | Assur                  |
| Gioachino Rossini           | Torvaldo e Dorliska                                                                       | Duca d'Ordow           |
| Gioachino Rossini           | Zelmira                                                                                   | Polidoro               |
| Marco Tutino                | Vita                                                                                      | John Donne             |
| Giuseppe Verdi              | Attila                                                                                    | Attila                 |
| Giuseppe Verdi              | Don Carlos                                                                                | Filippo II             |
| Giuseppe Verdi              | Ernani                                                                                    | Don Ruy Gomez de Silva |
| Giuseppe Verdi              | Falstaff                                                                                  | Sir John Falstaff      |
| Giuseppe Verdi              | I Lombardi alla prima crociata                                                            | Pagano                 |
| Giuseppe Verdi              | Jérusalem                                                                                 | Roger                  |
| Giuseppe Verdi              | La forza del destino                                                                      | Padre Guardiano        |
| Giuseppe Verdi              | Luisa Miller                                                                              | Conte di Walter        |
| Giuseppe Verdi              | Macbeth                                                                                   | Banco                  |
| Giuseppe Verdi              | Nabucco                                                                                   | Zaccaria               |
| Giuseppe Verdi              | Oberto conte di San Bonifacio                                                             | Oberto                 |
| Giuseppe Verdi              | Rigoletto                                                                                 | Sparafucile            |
| Giuseppe Verdi              | Simon Boccanegra                                                                          | Jacopo Fiesco          |

Vokalwerke
| Komponist            | Werk               |
| -------------------- | ------------------ |
| Ludwig van Beethoven | 9. Sinfonie        |
| Gioachino Rossini    | Stabat Mater       |
| Franz Schubert       | Messe Nr. 6 Es-Dur |
| Giuseppe Verdi       | Messa da Requiem   |

## Auszeichnungen
- 1993/94: Auszeichnung mit dem italienischen Kritikerpreis Premio Abbiati[3]
- 2005: Grammy Award für Giuseppe Verdis Falstaff dirigiert von Colin Davis[8][9]
- Auszeichnung mit dem Rossini d’oro[3]
- Gewinner des Gramophone Award für Il turco in Italia von Gioachino Rossini[9]
- 2018: Premio del Belcanto Rodolfo Celletti, Festival della Valle d’Itria

## Diskografie (Auswahl)
- Il Turco in Italia von Gioachino Rossini (dirigiert von Riccardo Chailly mit Cecilia Bartoli, Alessandro Corbelli, Ramón Vargas am Teatro alla Scala), bei Decca (1997)
- Norma von Vincenzo Bellini (dirigiert von Giovanni Antonini mit Cecilia Bartoli, John Osborn, Sumi Jo und dem Orchestra La Scintilla), bei Decca (2013)
- Stabat Mater von Gioachino Rossini (dirigiert von Riccardo Chailly mit Barbara Frittoli und Sonia Ganassi), Decca (1998)
- La Damnation de Faust von Hector Berlioz (dirigiert von Colin Davis mit dem London Symphony Orchestra), LSO Live (2001)
- Thaïs von Jules Massenet (dirigiert von Marcello Viotti mit Eva Mei und William Joyner am Teatro La Fenice), Dynamic (2003)
- Così fan tutte von Wolfgang Amadeus Mozart (dirigiert von Georg Solti mit Renée Fleming, Anne Sofie von Otter und Olaf Bär), Decca (1994)
- Don Giovanni von Wolfgang Amadeus Mozart (dirigiert von Georg Solti mit Bryn Terfel, Renée Fleming und Ann Murray), Decca (1996)
- Don Giovanni von Wolfgang Amadeus Mozart (dirigiert von Daniel Barenboim mit den Berliner Philharmonikern, Ferruccio Furlanetto, Joan Rodgers, John Tomlinson, Lella Cuberli, Matti Salminen, RIAS Kammerchor, Uwe Heilmann und Waltraud Meier), Erato (1992)
- Le nozze di Figaro von Wolfgang Amadeus Mozart (dirigiert von Zubin Mehta mit Lucio Gallo, Karita Mattila, Maggio Musicale Fiorentino), Sony (1994)
- La Cenerentola von Gioachino Rossini (dirigiert von Riccardo Chailly mit Cecilia Bartoli, William Matteuzzi, Enzo Dara, Alessandro Corbelli), Decca (1993)
- Maometto II von Gioachino Rossini (Ricordi)
- Semiramide von Gioachino Rossini (Ricordi)
- Torvaldo e Dorliska von Gioachino Rossini (dirigiert von Victor Pablo Perez mit Marina Takova, Francesco Meli, Bruno Praticò und dem Orchestra Haydn), Dynamic (2007)
- Ernani von Giuseppe Verdi (dirigiert von Giuliano Carella mit Vincenzo La Scola, Paolo Coni, Daniela Dess und dem Orchestra Internazionale d'Italia), Nuova Era (1991)
- Falstaff von Giuseppe Verdi (dirigiert von Colin Davis mit dem London Symphony Orchestra, Marina Domashenko und Carlos Alvarez), LSO Live (2004)
- Petite messe solennelle von Gioachino Rossini (dirigiert von Riccardo Chailly mit Daniela Dessì e Giuseppe Sabbatini), Decca (1993)

## Filmografie (Auswahl)
- Sonnambula von Vincenzo Bellini mit Pidò/Flórez/Dessay/Pertusi an der Metropolitan Opera, Decca (2009)
- Carmen von Georges Bizet mit Welser-Most/Kasarova/Kaufmann dirigiert von Mathias Hartmann am Opernhaus Zürich, Decca (2008)
- Thaïs von Jules Massenet mit Marcello Viotti, Eva Mei, William Joyner, Elodie Méchain, Christophe Fel, dirigiert von Pier Luigi Pizzi, 2004 am Teatro La Fenice di Venezia, Dynamic
- Le Comte Ory von Gioachino Rossini mit Maurizio Benini/Juan Diego Flórez/Diana Damrau/Joyce DiDonato, dirigiert von Gary Halvorson, MetOpera (2011)
- Cenerentola von Gioachino Rossini mit Campanella/Bartoli/Dara, dirigiert von Roberto De Simone an der Houston Grand Opera, Decca (1995)
- Torvaldo e Dorliska von Gioachino Rossini mit Victor Pablo Perez/Marina Takova, Francesco Meli, Bruno Praticò, dirigiert von Mario Martone vom Rossini Opera Festival 2006, Dynamic